# Parc du 26ème Centenaire
Parc du 26ème Centenaire is een stadspark in de Franse stad Marseille. Het park heeft een oppervlakte van 10 hectare en is aangelegd op de locatie van het voormalige station Prado. Aanleg van het park startte in 1999. In 2004 was het park klaar. Er bevindt zich een meer van 3000 m² en vier thematische tuinen.

Uitzicht over het Parc du 26ème Centenaire